# Jekatěrinoslavská gubernie

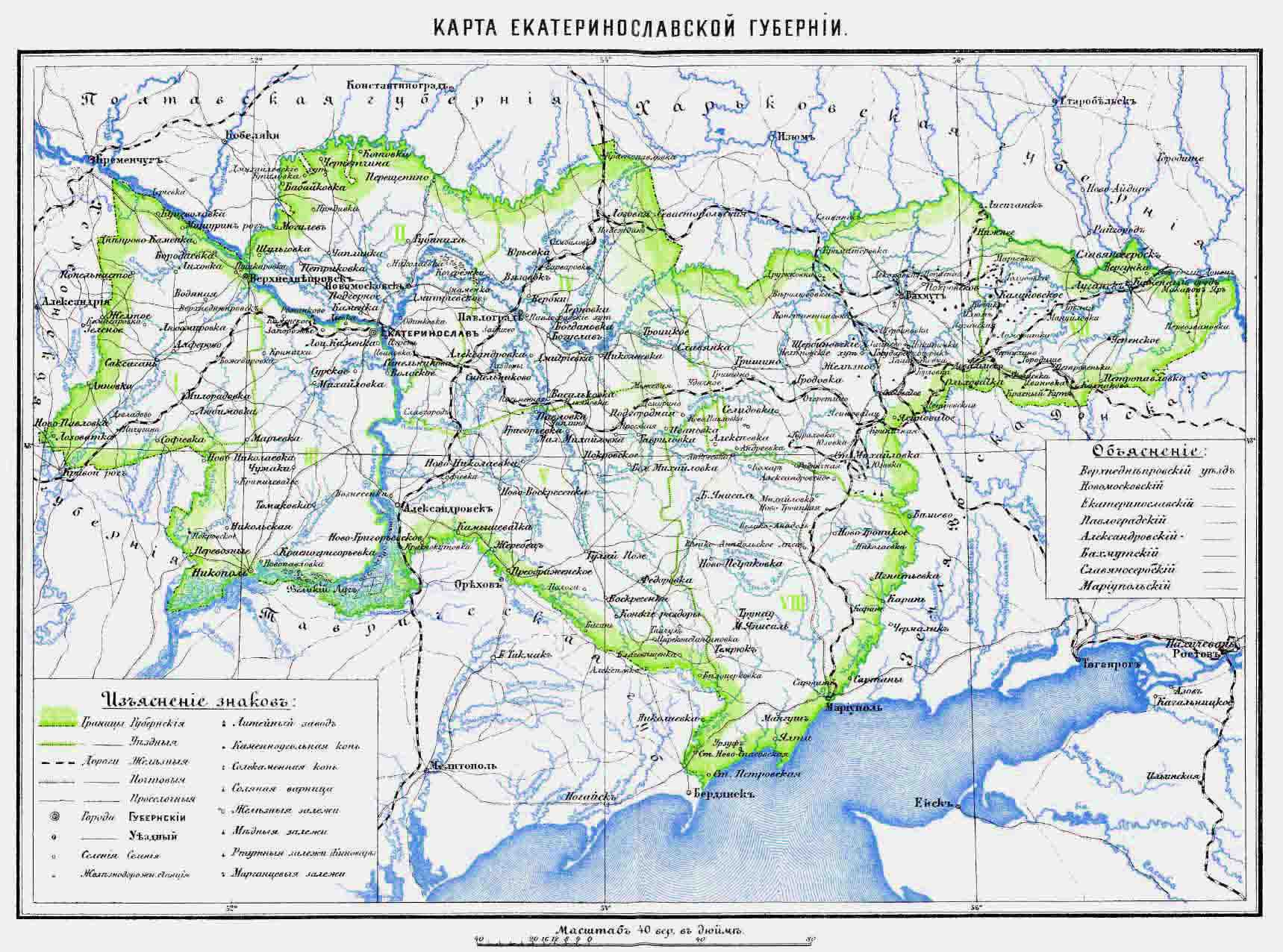
Mapa gubernie

Jekatěrinoslavská gubernie (rusky Екатеринославская губерния) byla jedna z gubernií carského Ruska, která existovala v letech 1802–1925 (vydělením z Novoruské gubernie), která se nacházela v jihovýchodní části Ukrajiny v povodí řeky Dněpr. Gubernie měla 8 okresů (v letech 1874–1887 devět), její celková rozloha byla 76 912 km² (údaj z roku 1925) a počet obyvatel v roce 1897 činil 2 113 700. Hlavním městem gubernie byl Jekatěrinoslav (později Dněpropetrovsk, dnes Dnipro).